# Bryum curranii
Bryum curranii là một loài Rêu trong họ Bryaceae. Loài này được (Broth.) Ochi mô tả khoa học đầu tiên năm 1967.